# Rushmi Chakravarthi
Rushmi Chakravarthi (* 9. Oktober 1977 in Hyderabad) ist eine ehemalige indische Tennisspielerin.

## Karriere
Chakravarthi hat bereits elf Einzel- und 34 Doppeltitel auf dem ITF Women’s Circuit gewonnen. Bei den Commonwealth Games gewann sie 2010 an der Seite von Sania Mirza die Bronzemedaille im Doppel. Von der ITF erhielt sie auch ein Wildcard für die Olympischen Spiele 2012 in London. Mit Sania Mirza schied sie dort im Doppelwettbewerb jedoch bereits in der ersten Runde aus.
Seit 1994 spielt sie für die indische Fed-Cup-Mannschaft; ihre Fed-Cup-Bilanz weist 14 Siege bei 18 Niederlagen aus.
Ihr letztes internationales Spiel spielte sie im Juni 2017.

## Turniersiege

### Einzel
| Nr. | Datum          | Turnier       | Kategorie   | Belag     | Finalgegnerin           | Ergebnis        |
| --- | -------------- | ------------- | ----------- | --------- | ----------------------- | --------------- |
| 1.  | April 2001     | Chandigarh    | ITF $10.000 | Hartplatz | Dea Sumantri            | 6:2, 6:4        |
| 2.  | September 2001 | New Delhi     | ITF $10.000 | Hartplatz | Shruti Dhawan           | 6:4, 5:7, 6:4   |
| 3.  | September 2002 | Mysore        | ITF $10.000 | Sand      | Sai-Jayalakshmy Jayaram | 6:2, 6:1        |
| 4.  | April 2003     | Muzaffarnagar | ITF $10.000 | Rasen     | Cheli Bargil            | 6:0, 6:4        |
| 5.  | Mai 2004       | Lucknow       | ITF $10.000 | Rasen     | Ankita Bhambri          | 6:2, 2:6, 7:6   |
| 6.  | Juni 2004      | New Delhi     | ITF $10.000 | Teppich   | Ankita Bhambri          | 6:4, 6:4        |
| 7.  | September 2004 | New Delhi     | ITF $10.000 | Hartplatz | Sai-Jayalakshmy Jayaram | 6:3, 6:2        |
| 8.  | Dezember 2004  | Gurgaon       | ITF $10.000 | Sand      | Ankita Bhambri          | 6:75, 7:62, 6:4 |
| 9.  | Mai 2008       | Kochi         | ITF $10.000 | Sand      | Magda Okruaschwili      | 6:4, 7:5        |
| 10. | Juni 2008      | Gurgaon       | ITF $10.000 | Hartplatz | Ankita Bhambri          | 6:4, 6:2        |
| 11. | September 2009 | New Delhi     | ITF $10.000 | Hartplatz | Sanaa Bhambri           | 6:3, 6:1        |

### Doppel
| Nr. | Datum          | Turnier       | Kategorie   | Belag     | Partnerin               | Finalgegnerinnen                             | Ergebnis              |
| --- | -------------- | ------------- | ----------- | --------- | ----------------------- | -------------------------------------------- | --------------------- |
| 1.  | April 2000     | Mumbai        | ITF $10.000 | Hartplatz | Sai-Jayalakshmy Jayaram | Satomi Kinjo Manisha Malhotra                | 6:4, 4:6, 2:1 Aufgabe |
| 2.  | September 2000 | Delhi         | ITF $10.000 | Hartplatz | Sai-Jayalakshmy Jayaram | Wang I-ting Orawan Wongkamalasai             | 6:3, 6:2              |
| 3.  | Oktober 2000   | New Delhi     | ITF $10.000 | Hartplatz | Sai-Jayalakshmy Jayaram | Maša Vesenjak Urška Vesenjak                 | 4:2, 5:65, 4:1, 4:0   |
| 4.  | November 2000  | New Delhi     | ITF $25.000 | Hartplatz | Sai-Jayalakshmy Jayaram | Maša Vesenjak Urška Vesenjak                 | 5:3, 4:2, 5:3         |
| 5.  | November 2000  | Manila        | ITF $10.000 | Hartplatz | Sai-Jayalakshmy Jayaram | Miho Saeki Remi Uda                          | 5:3, 4:1, 4:2         |
| 6.  | April 2001     | Chandigarh    | ITF $10.000 | Hartplatz | Sai-Jayalakshmy Jayaram | Dea Sumantri Radhika Tulpule                 | 6:1, 7:5              |
| 7.  | April 2001     | Pune          | ITF $10.000 | Hartplatz | Sai-Jayalakshmy Jayaram | Sania Mirza Sonal Phadke                     | 6:2, 6:0              |
| 8.  | September 2001 | Chennai       | ITF $10.000 | Sand      | Sai-Jayalakshmy Jayaram | Samrita Sekar Shubha Srinivasan              | 6:0, 7:62             |
| 9.  | September 2001 | New Delhi     | ITF $10.000 | Hartplatz | Sai-Jayalakshmy Jayaram | Shruti Dhawan Radhika Tulpule                | 6:75, 6:4, [6:4]      |
| 10. | Juli 2002      | Algier        | ITF $10.000 | Sand      | Christina Zachariadou   | Asimina Kaplani Maria Pavlidou               | 6:2, 6:2              |
| 11. | September 2002 | Mysore        | ITF $10.000 | Sand      | Sai-Jayalakshmy Jayaram | Alena Dvornikova Anastasia Dvornikova        | 6:3, 6:3              |
| 12. | Februar 2003   | Bangalore     | ITF $10.000 | Hartplatz | Sai-Jayalakshmy Jayaram | Maki Arai Natallja Dsjamidsenka              | 7:65, 7:64            |
| 13. | April 2003     | Muzaffarnagar | ITF $10.000 | Rasen     | Sai-Jayalakshmy Jayaram | Shruti Dhawan Yael Glitzenstein              | 6:1, 6:4              |
| 14. | August 2003    | Colombo       | ITF $10.000 | Sand      | Sai-Jayalakshmy Jayaram | Hwang I-hsuan Varanya Vijuksanaboon          | 6:0, 6:0              |
| 15. | September 2003 | Bangalore     | ITF $10.000 | Rasens    | Sai-Jayalakshmy Jayaram | Khoo Chin-bee Meghha Vakaria                 | 6:2, 6:4              |
| 16. | Mai 2004       | Lucknow       | ITF $10.000 | Rasens    | Ankita Bhambri          | Sai-Jayalakshmy Jayaram Archana Venkataraman | 6:4, 6:1              |
| 17. | August 2004    | Hampstead     | ITF $10.000 | Hartplatz | Sania Mirza             | Anna Hawkins Nicole Rencken                  | 6:3, 6:2              |
| 18. | August 2004    | Colombo       | ITF $10.000 | Sand      | Sai-Jayalakshmy Jayaram | Chan Yung-jan Minori Takemoto                | 6:2, 5:7, 6:3         |
| 19. | September 2004 | New Delhi     | ITF $10.000 | Hartplatz | Sai-Jayalakshmy Jayaram | Montinee Tangphong Thassha Vitayaviroj       | kampflos              |
| 20. | Dezember 2004  | Gurgaon       | ITF $10.000 | Sand      | Sai-Jayalakshmy Jayaram | Ankita Bhambri Sanaa Bhambri                 | 2:6, 6:2, 6:4         |
| 21. | Mai 2006       | New Delhi     | ITF $10.000 | Hartplatz | Archana Venkataraman    | Song Shanshan Zhao Yijing                    | 6:75, 6:2, 6:4        |
| 22. | Juni 2006      | New Delhi     | ITF $10.000 | Hartplatz | Meghha Vakaria          | Isha Lakhani Pichittra Thongdach             | 6:3, 6:4              |
| 23. | November 2006  | Ahmedabad     | ITF $10.000 | Hartplatz | Sanaa Bhambri           | Tara Iyer Meghha Vakaria                     | 6:2, 6:4              |
| 24. | Januar 2007    | Algier        | ITF $10.000 | Sand      | Polona Hercog           | Bárbora Matusová Anna Savitskaya             | 6:2, 6:0              |
| 25. | Mai 2008       | Kochi         | ITF $10.000 | Sand      | Poojashree Venkatesha   | Geeta Manohar Archana Venkataraman           | 6:1, 7:5              |
| 26. | November 2008  | Muzaffarnagar | ITF $10.000 | Rasen     | Sanaa Bhambri           | Treta Bhattacharyya Shalini Sahoo            | 6:1, 6:1              |
| 27. | Mai 2009       | Mumbai        | ITF $10.000 | Hartplatz | Isha Lakhani            | Renee Binnie Chun-Yan He                     | 2:6, 6:3, [10:7]      |
| 28. | Mai 2009       | New Delhi     | ITF $10.000 | Hartplatz | Chun-Yan He             | Kristina Pejkovic Keren Shlomo               | 6:2, 6:1              |
| 29. | Mai 2010       | Durban        | ITF $10.000 | Hartplatz | Sanaa Bhambri           | Tegan Edwards Bianca Swanepoel               | 3:6, 6:3, [10:4]      |
| 30. | Juli 2010      | Hatyai        | ITF $10.000 | Hartplatz | Poojashree Venkatesha   | Ayu-Fani Damayanti Lavinia Tananta           | 6:3, 7:610            |
| 31. | Januar 2011    | Muzaffarnagar | ITF $25.000 | Rasen     | Poojashree Venkatesha   | Miki Miyamura Mari Tanaka                    | 3:6, 6:4, [14:12]     |
| 32. | Mai 2012       | New Delhi     | ITF $10.000 | Hartplatz | Ankita Raina            | Liu Yuxuan Zhao Qianqian                     | 6:1, 6:4              |
| 33. | Mai 2012       | New Delhi     | ITF $10.000 | Hartplatz | Ankita Raina            | Sri Peddy Reddy Prarthana Thombare           | 6:3, 6:2              |